# Alpina angustipennis
Alpina angustipennis là một loài bướm đêm trong họ Geometridae.